# 도후로미나미역
도후로미나미역(일본어: 都府楼南駅)은 일본 후쿠오카현 다자이후시에 있는 규슈 여객철도 가고시마 본선의 역이다. 승강장의 일부는 지쿠시노시에 걸쳐져 있다.

## 역 구조 및 승강장
상대식 승강장 2면 2선을 가지는 지상역. 서로의 승강장은 과선교로 연락하고 있다. 역사 및 개찰구는 북쪽(하행 쪽)만으로 마련되어 있다.
규슈 교통기획이 역 업무를 행하는 업무 위탁역으로, POS 단말이 설치되어 있다. SUGOCA의 이용이 가능하지만, 카드 발매는 실시하지 않고 요금만 취급을 행한다.
| 1 | ■ 가고시마 본선 | (상행) | 하카타 · 아카마 · 고쿠라 방면     |
| 2 | ■ 가고시마 본선 | (하행) | 후쓰카이치 · 구루메 · 오무타 방면 |

## 이용 현황
- 2010년도의 1일 평균 승차 인원은 1,781명이다.

## 역 주변
다자이후 시의 남단부에 해당하는 지역으로, 북쪽에는 주택지가 펴진다. 역사로 반대쪽의 남쪽의 토지는 특히 개발되고 있지 않지만, 사용되고 있지 않는 빈 땅이 되고 있어, 출입구도 북쪽만 되고 있다. 다른 철도역이나 간선 철도로부터 멀리 떨어지고 있다. 지역 주민의 요망으로, 커뮤니티 버스 '마호로바 호'의 버스 정류소가 설치되었다. 정청 터, 다자이후 시청으로는 버스로 약 15분. 개수는 상당히 적다. 택시는 대기하고 있지 않다.
- 사단법인 다자이후 시 실버 인재 센터
- 메이지야 식품

## 역사
- 1989년 3월 11일: 개업.
- 2009년 3월 1일: IC카드 SUGOCA의 사용을 개시.

## 인접 역
| 가고시마 본선      | 가고시마 본선 | 가고시마 본선            |
| ------------------ | ------------- | ------------------------ |
| 미즈키 모지코 방면 | ■ 보통        | 후쓰카이치 가고시마 방면 |